# اوشتاگان
اوشتاگان (قزاقی: Уштаган) یک شهر و منطقه مسکونی در قزاقستان است که در استان مین‌قشلاق واقع شده‌است.